# Passo di Val Viola
Der 2432 m ü. M. hohe Passo di Val Viola (im alpinlombardischen Dialekt Pus'ciavin Pass da Val Viola) ist ein Gebirgspass in den Livigno-Alpen zwischen dem Val di Campo und dem Val Viola Bormina. Er verbindet die Berninapassstrasse bei Poschiavo im Kanton Graubünden mit Bormio in der italienischen Region Lombardei. Die Passhöhe ist gleichzeitig die Grenze zwischen der Schweiz und Italien. Der Passo di Val Viola ist über einen Bergweg erschlossen und für den motorisierten Verkehr gesperrt.
Der Passo di Val Viola ist ein beliebter Passübergang unter Mountainbikern.